# Bertrand Burgalat

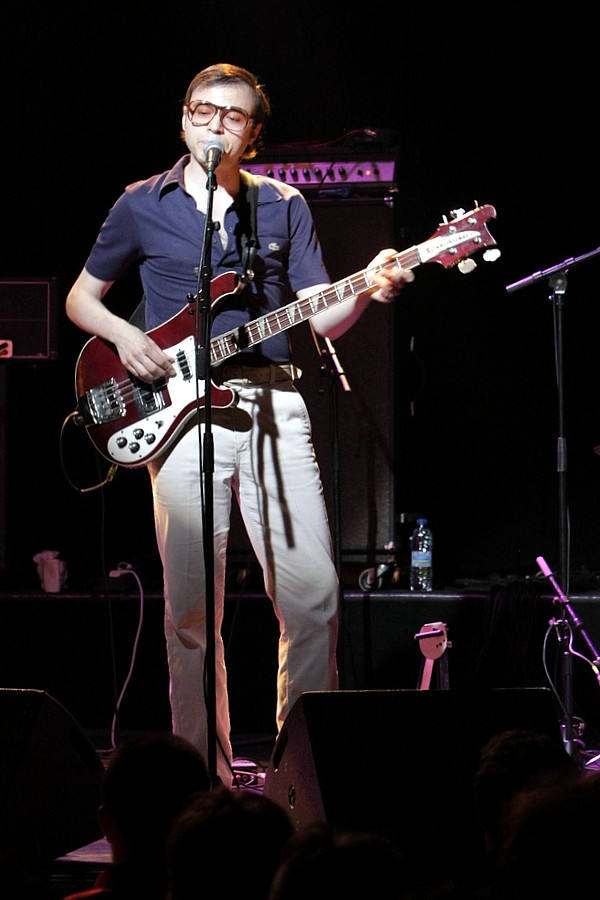
Bertrand Burgalat 2008 in Paris

Bertrand Burgalat (* 1963 in Bastia auf Korsika) ist ein französischer Musiker, Komponist und Produzent. Stilistisch einordnen kann man ihn im Umfeld des Nouvelle Chanson bzw. der Nouvelle Scène de Française.

## Werdegang
Als Bertrand Burgalat geboren wurde, war sein Vater Vize-Präfekt der Insel Korsika. In seiner Jugend musste Bertrand dann mehrfach umziehen, da sein Vater als hochrangiger Regierungsbeamter immer wieder neue Aufgaben übernahm. Im Alter von 10 Jahren weckte ein Konzert von Pink Floyd erstmals sein Interesse für Popmusik. Mitte zwanzig produzierte er bereits ein komplettes Album der Band Laibach.
1995 gründete Burgalat sein eigenes Label Tricatel. Den Namen Tricatel übernahm er aus der erfolgreichen französischen Komödie L'Aile ou la cuisse mit Louis de Funès und Coluche in den Hauptrollen, die in Deutschland unter dem Namen Brust oder Keule in die Kinos kam.
In den folgenden Jahren arbeitete Burgalat mit zahlreichen französischen Bands wie Air, April March, A.S Dragon, Dalcan und Jad Wio, aber auch mit internationalen Größen wie Nick Cave, Depeche Mode, Soul II Soul und Pizzicato Five. 1997 komponierte er den Soundtrack zum Film Quadrille von Valérie Lemercier. 1999 produzierte er mit Cinnamon, einer schwedischen Indiepopband, deren Erfolgsalbum Vertigo. 2000 veröffentlichte er eine Musik-CD des französischen Schriftstellers Michel Houellebecq mit dem Titel Présence humaine. Auf seinem Album Portrait-Robot von 2005 steuerte die Sängerin Regina Janssen von Donna Regina bei drei Songs den Gesangspart bei.
2000 startete Burgalat ein Soloprojekt mit der Veröffentlichung seines Debütalbums The Ssssound of Mmmusic. Im Lauf der Jahre folgten weitere Eigenproduktionen, die musikalisch eine Mixtur aus Elektronischer Musik und Psychedelic Rock mit Chören und Streichern bieten. Geprägt wurde sein Stil durch France Gall, Françoise Hardy, Jacques Dutronc und Serge Gainsbourg ebenso wie durch den Elektropop von Kraftwerk.

## Diskografie

### Alben
- 2000: The Sssound of Mmmusic (Tricatel)
- 2001: Bertrand Burgalat Meets A.S Dragon (Tricatel)
- 2005: Portrait-Robot (Tricatel)
- 2007: Inédits (Tricatel)
- 2008: Chéri B.B. (Tricatel)
- 2012: Toutes Directions (Tricatel)
- 2014: La Nuit est Là − Live (Tricatel)
- 2017: Les choses qu'on ne peut dire à personne (Tricatel)
- 2017: Variations sur Les choses qu'on ne peut dire à personne (Tricatel)
- 2021: Reve Capital (Tricatel)

### Singles und EPs
- 2000: OK Bertrand (Tricatel)
- 2000: (Come Potrei) Scordare/Vision of Love (Tricatel)
- 2000: Gris Metal/Tsom (Bungalow)
- 2000: Prototypes  (Tricatel)
- 2000: The Genius of Bertrand Burgalat (Bungalow)
- 2001: Richer EP (Tricatel)
- 2001: Sunshine Yellow (Emperor Norton)
- 2001: The Sssound Library (Tricatel)
- 2002: Bertrand Meets Bertrand (Tricatel)
- 2004: Les Antipodes - Versions Spéciales (Versatile Records)
- 2007: This Summer Night (Domino Recording)
- 2008: Nous Etions Heureux (Tricatel)
- 2011: Munich Expo  (Tricatel)
- 2012: Double peine (Tricatel)

## Filmografie
- 1997: Quadrille
- 2005: Palais Royal!
- 2009: Eine Filmreise ins Begehren (La traversée du désir)
- 2010: Belleville Tokyo
- 2010: Manu
- 2011: I’m Not a F**king Princess (My Little Princess)
- 2013: Quai D’Orsay
- 2016: Gaz de France
- 2016: Tout de suite maintenant
- 2017: Schräge Vögel (Drôles d’oiseaux)